# ゴルヴェ郡
ゴルヴェ郡 （ペルシア語: شهرستان قروه）とは、イランのコルデスターン州の郡である。郡中心市はゴルヴェ。2016年の人口は140,192人。郡は中心地区とセリーシャーバード地区，Chaharduli地区の3つの地区に区画され，ゴルヴェ，セリーシャーバード，デルバラーン，ディーザジュの4つの市（シャフル）が属している。